# Río Negro (Atlantischer Ozean)
Der Rio Negro ist ein etwa 637 km langer, stark mäandrierender Fluss in der Mitte Argentiniens. Mit dem Neuquén als Quellfluss erreicht der Rio Negro eine Gesamtlänge von ca. 1147 km. Hydrologisch gesehen ist jedoch der etwas kürzere Limay der Hauptfluss, da seine durchschnittliche Abflussmenge von 726 m3/s die des Neuquén mit nur 296 m3/s deutlich übertrifft.

## Verlauf
Der Río Negro entsteht aus dem Zusammenfluss von Limay und Neuquén bei der gleichnamigen Stadt Neuquén. Von dort fließt er südostwärts quer durch den Norden Patagoniens und erhält bis zu seiner Mündung keine weiteren nennenswerten Zuflüsse mehr. Oberhalb von Choele Choel spaltet sich der Fluss in zwei Arme auf und bildet so mehrere große Inseln, um sich dann unterhalb von Choele Choel wieder zu einem Flussbett zu vereinen. Danach fließt er in südöstlicher Richtung weiter und mündet etwa 30 km flussabwärts von Viedma in den Atlantik.